# 59

## Úmrtí
- březen – Agrippina mladší (* 6. listopadu 15 nebo 16)

## Hlavy států
- Papež – Petr (cca 30 – 64/65/66/67)
- Římská říše – Nero (54–68)
- Parthská říše – Vologaisés I. (51–77/78)
- Kušánská říše – Kudžúla Kadphises (30–90)
- Čína, dynastie Chan (206 př. n. l. – 220 n. l.) – Ming-ti